# Orthotrichum johnstonii
Orthotrichum johnstonii är en bladmossart som beskrevs av Edwin Bunting Bartram 1942. Orthotrichum johnstonii ingår i släktet hättemossor, och familjen Orthotrichaceae. Inga underarter finns listade i Catalogue of Life.